# 限界凸旗 セブンパイレーツ
『限界凸旗 セブンパイレーツ』（げんかいとっき セブンパイレーツ）は、コンパイルハートより2016年8月4日に発売されたPlayStation Vita用ゲームソフト。
2022年2月3日にDLCを全て収録したNintendo Switch版『限界凸旗 セブンパイレーツ H』（― ハイパー）が発売。

## 概要
『限界凸騎 モンスターモンピース』『限界凸記 モエロクロニクル』『限界凸起 モエロクリスタル』のコンセプトを継承した作品。
ジャンルは『モエロクロニクル』『モエロクリスタル』と同じくダンジョン探索型RPG。世界観やキャラクターは本作オリジナルの物へ一新されている（マスコットキャラクターのオットンのみ続投）。主人公には『モンスターモンピース』以来となる女性キャラクターを採用。キャラクターデザインは『モエロクロニクル』『モエロクリスタル』の平野克幸に替わってモタを起用。また開発担当としてFELISTELLAが新たに参画している。
「女性の胸」をクローズアップした内容となっており、一連の関連タイトルでも定番システムとなっている「胸キュン♥スクラッチ」は「女性キャラクターの胸を揉む」スタイルへと特化されている。

## ストーリー
海賊の少女パルテは、ブラジャーをかぶったオットセイのモンスター・オットンによって海へ落され、宝が眠るとされるモンスピ海へ流れ着いた。
モンスター娘とパイ族の者たちとの出会いの中、パルテの宝探しが始まった。

## 登場人物

### メインキャラクター
パルテ・カイリ
声 - 石上静香
本作の主人公である海賊の少女。ひょんな事から船から落ちてしまい、モンスピ海に流れ着いた所から彼女の冒険が始まる。
本作のパーティメンバーの中では唯一の人間キャラクターである。
オットン
声 - 杉田智和
シリーズおなじみのオットセイ。本作では頭にブラジャーを被っている。
ダンジョンのエリアの中にはオットンに乗らないと移動できない場所もある。

### モン娘
ワッフル
声 - 上坂すみれ
モンスピ海で宝探しをするコボルトのモン娘。お転婆な性格で、一人称はボクである。パルテの事は「ご主人」と呼んでいる。
ジュエル
声 - 阿澄佳奈
モンスピ海で活動する海賊でスライムのモン娘。パイ族から多額の借金をしている。ちなみに彼女の船はパイ族からレンタルしたもの。
クラレット
声 - M・A・O
海を漂うクラーケンのモン娘で、ぶつかってきた海賊船を襲っている。ジュエルも彼女の被害に合っているためジュエルは彼女に苦手意識を持っている。
リヴィエラによると旧モン娘四天王の1人だが、本人はその事については触れられたくない過去になっている。
サキュラ
声 - 米澤円
悪魔らしくするためという理由で海賊船を襲っているデーモンのモン娘。色気に満ちており、相手を魅了させる技を多用する。食いしん坊な性格でもある。
ポロン
声 - 橋本ちなみ
幽霊船に引きこもっているゴーストのモン娘で、白を基調とした衣装を身にまとっている。長年外に出ていないため、内気ながらもわがままな性格になった。
リンド
声 - 本多真梨子
海賊団を率いるドラゴンのモン娘。豪快な一方めんどくさがり屋で、話よりも戦闘で物事を解決しようとする。パルテを気に入り、自分の海賊団の船長の座をネコに託しパルテの海賊団に入団した。
リヴィエラ
声 - 優木かな
パルテらをつけ狙うリヴァイアサンのモン娘で、人の話を聞かない傾向にある。クラレットとリンドとは旧モン娘四天王との間柄。
ミミィ
声 - 高森奈津美
幼いミミックのモン娘で、語尾にミミがつく。後にリヴィエラのスカウトで彼女率いる新・モン娘四天王の1人として登場する。
ドロア
声 - 戸田めぐみ
秘境に住まうマンドラゴラのモン娘で、踊り子のような服装をしている。上品にふるまうが実際は性格が悪く、他者が苦しむ姿を見るのを楽しみにしている。
後にリヴィエラのスカウトで彼女率いる新・モン娘四天王の1人として登場する。
ガーネット
声 - 東城日沙子
遺跡の守護者であるガーゴイルのモン娘で、眼鏡をかけている。後にリヴィエラのスカウトで彼女率いる新・モン娘新四天王の1人として登場する。
ネコ
声 - 佐倉薫
パルテの行く先に現れるネコのモン娘。元々はリンド率いる海賊団の船員の1人だが、船長の座を彼女に譲りリンド自身はパルテの海賊団に加わってしまったので、戻ってもらうよう追いかけている。

### その他の登場人物
パイ族
　　モンスピ海に生息する不思議な生物。主にパルテ率いる海賊団の船員として登場している。

## 関連CD
Machico『Ambitious*』
Break the ice（オープニングテーマ）、BRAND NEW WORLD～明日へのグラデーション～（エンディングテーマ）収録
2016年7月27日発売、Mastard Records